# Тартаковский, Андрей Григорьевич
Андре́й Григо́рьевич Тартако́вский (27 апреля 1931, Москва — 25 сентября 1999) — советский и российский историк, источниковед. Крупнейший знаток русской мемуаристики XVIII—XIX веков. Доктор исторических наук. Брат историка Б. Г. Тартаковского.

## Биография
Окончил исторический факультет МГУ имени М. В. Ломоносова (1955).
В 1956 году работал в Отделе рукописей Государственной библиотеки СССР им. В. И. Ленина, в 1956—1958 годах — по договорам в издательствах и редакциях журналов, в 1958—1969 годах был научным сотрудником сектора по изучению Таиланда Института народов Азии АН СССР, с 1969 года — в Институте истории СССР Академии наук СССР (с 1992 года — Институт российской истории РАН).
В 1965 году в Институте истории СССР защитил диссертацию на соискание учёной степени кандидата исторических наук «Русская армейская публицистика Отечественной войны 1812 г.»
В 1983 году защитил диссертацию на соискание учёной степени доктора исторических наук по теме «1812 год и русская мемуаристика: опыт источниковедческого изучения» (специальность 07.00.09 —историография, источниковедение и методы исторического исследования).
Ответственный секретарь организационного комитета всесоюзных источниковедческих конференций (1972—1983), научный редактор библиографической серии «История дореволюционной России в дневниках и воспоминаниях» (1984—1989), член редколлегии ежегодника «Одиссей», организатор научных чтений памяти Н. Я. Эйдельмана, член учёных советов Государственного музея имени А. С. Пушкина и Государственной публичной исторической библиотеки, почётный член международного Наполеоновского общества.
Похоронен на Введенском кладбище вместе с родителями (23 уч.).

## Семья
- Отец — Григорий Яковлевич Тартаковский (1881—1963), врач-психиатр, заведующий психосоматическим отделением Боткинской больницы в Москве;
- Мать — Изабелла Абелевна Робинзон (1898—1989), вирусолог, доцент, заведующая лабораторией патогистологии Института полиомиелита и вирусных энцефалитов Академии медицинских наук СССР[5];
- Первая жена — Диляра Ибрагимовна Исмаил-Заде (1931—2009) — доктор исторических наук; работала научным сотрудником Государственного музея истории Азербайджана (1959—1965), Института истории Азербайджана АН Азербайджанской ССР (1968—1970), недолго — научным редактором издательства «Советская энциклопедия» и журнала «История СССР», а с 1970 г., в течение 38 лет, была сотрудником Института истории СССР (российской истории) (с 1989 г. — в должности ведущего научного сотрудника). Автор монографий «Граф И. И. Воронцов-Дашков. Наместник Кавказский» (М., 2005) и «И. И. Воронцов-Дашков — администратор, реформатор» (СПб., 2008), «Николай Михайлович. Император Александр I». М., 1999 и других. Сын от первого брака — Играр Андреевич Исмаил-Заде (рожд. 2.12.1961), кандидат медицинских наук;
- Вторая жена — Галина Давыдовна Тягай (1922—2006), востоковед, доктор исторических наук, первая женщина-кореевед с учёной степенью.

## Труды

### Автор монографий
- Тартаковский А. Г. Военная публицистика 1812 года. — М., 1967.
- Тартаковский А. Г. 1812 год и русская мемуаристика: опыт источниковедческого изучения. — М., 1980.
- Тартаковский А. Г. Русская мемуаристика XVIII — первой половины XIX вв: от рукописи к книге. — М.: Наука, 1991.
- Тартаковский А. Г. Неразгаданный Барклай: легенды и быль 1812 года. — М.: Археографический центр, 1996.
- Тартаковский А. Г. Русская мемуаристика и историческое сознание XIX века: мемуары. — М.: Археографический центр, 1997.

### Составитель, научный редактор или участник подготовки издания
- Листовки Отечественной войны 1812 г. (М., 1962).
- А. С. Пушкин в воспоминаниях современников (М., 1985, т. 1).
- 1812 год…: Военные дневники / [Сост. и вступ. ст. А. Г. Тартаковский]. — М.: Советская Россия, 1990.
- Россия и российская эмиграция в воспоминаниях и дневниках: аннотированный указатель кн., журн. и газ. публикаций, изданных за рубежом в 1917—1991 гг.: в 4 т. = Russia and the russian emigration in memoirs and diaries / Гос. публ. ист. б-ка России, Стэнфорд. ун-т; [сост. Т. Г. Анохина и др.]; науч. рук., ред. и введ. А. Г. Тартаковского, Т. Эммонса, О. В. Будницкого. — М.: РОССПЭН, 2003. — Т. 1. — 672 с. — 2000 экз. — ISBN 5-8243-0429-7. — ISBN 5-8243-0388-6.

### Мемуарист
- Воспоминания об известном историке Н. Я. Эйдельмане содержит вступительная статья А. Г. Тартаковского к составленному им же сборнику: Эйдельман Н. Я. Из потаённой истории России XVIII—XIX вв. (М.: Высшая школа, 1993).